# Sockenbacka kyrka
Sockenbacka kyrka (finska: Pitäjänmäen kirkko) är en kyrka i Helsingfors. Den planerades av Olli och Eija Saijonmaa, och blev klar år 1959. Kyrkans orgel tillverkades av Kangasala orgelfabrik 1976. Kyrkan grundrenoverades och utvidgades 2005–2006. Vid Sockenbacka hjältegravar finns tjugo finländska soldater begravda.